# Le Grand Anniversaire
Le Grand Anniversaire (SpongeBob's Big Birthday Blowout) est un épisode de la série télévisée d'animation américaine Bob l'éponge, diffusée en 2019. Il s'agit d'un épisode spécial fêtant le vingtième anniversaire d'existence du dessin animé et qui rend hommage à son célèbre créateur Stephen Hillenburg.

## Résumé
À Encino dans l'état de la Californie, Patchy le pirate tente de démarrer son bateau pour se rendre à Bikini Bottom, afin d'offrir son cadeau d'anniversaire à Bob l'éponge. Potty le perroquet lui fait remarquer que le bateau est en panne de carburant, donc Patchy décide de s'y rendre à pied.
Dans les profondeurs de Bikini Bottom, Gary réveille Bob l'éponge et lui offre un filet spécial pour la pêche aux méduses. Pendant ce temps, Patrick a réuni M. Krabs, Mme Puff, Plankton, Marcel Bubulle et un vieil homme pour préparer la fête d'anniversaire surprise de l'éponge jaune. L'étoile de mer est chargée d'emmener son ami Bob lors d'une visite guidée pendant que les autres décorent l'ananas de Bob pour sa fête. Il rejoint Bob l'éponge tandis que Plankton se cache dans sa poche pour pouvoir récupérer les clés de sa maison. Le bus (en forme d'aquarium pour la visite) arrive à l’heure prévue et les deux amis montent à bord.
Le guide touristique de l'autobus, Rube, annonce qu'ils se rendront à la surface. Ils arrivent dans le monde de la surface avec un peu d'aide du sous-marin du Narrateur. Quand ils arrivent sur la plage, Rube donne des informations incorrectes sur les créatures qui habitent dans la région. Ils se dirigent ensuite à une soirée sponsorisée et organisée par une mascotte sauvage.
Dans le monde marin, chez Bob l'éponge, les autres, maintenant rejoints par Carlo, se disputent sur le thème de la fête. Sandy, la « gardienne de la paix », décide qu'ils doivent chacun diviser la maison pour aborder chacun leurs thèmes. M. Krabs désire organiser une soirée sur le thème du Crabe Croustillant avec la participation de l'Homme sirène, tandis que Carlo base son thème sur lui-même et quant à Sandy, sur le thème du karaté. La fête bat son plein, mais le chaos approche et commence à détruire la maison de Bob l'éponge.
De retour à la surface, le guide fait escale dans un parc (évitant de peu une collision sur le parcours avec Patchy et Potty) et dans un immeuble de bureaux. Les employés de bureau partent pour la pause déjeuner et conduisent les touristes au restaurant nommé le « Tourteau frétillant ». À l'intérieur du restaurant, les touristes rencontrent leurs homologues humains, comprenant un client indécis, le caissier grincheux Manward, le patron à talons bas, M. Tourteau, une astronaute impatiente et le cuisinier Jim Bob,. Ce dernier prend Bob l'éponge pour du fromage et le met dans un pâté de tourteau. Patrick le sauve, laissant le pâté de tourteau sans fromage. Peu de temps après, le restaurant est cambriolé par un concurrent commercial nommé Sans-ton (?) (interprété par l'acteur de doublage de Plankton, M. Lawrence). M. Tourteau le déjoue et l'envoie voler vers la benne à ordures. Les touristes partent et rencontrent une animalerie qui vend des poissons. Une dame enjouée (interprétée par l'actrice de doublage Lori Alan) confond le bus pour un véritable aquarium et l'emmène à l'intérieur, où elle le range.
Les choses semblent sombrer mais Patrick a eu l’idée de pousser le bus par-dessus bord. Ils s'échappent du magasin en emportant une partie des poissons de celui-ci. De retour à la plage, le bus passe accidentellement sur le pied de David Hasselhoff. Ce dernier blâme Patchy, qui utilise le canon à haricots du concours sponsorisé par des haricots pour atteindre l'atoll de Bikini Bottom. Une fois qu'ils ont atteint l'océan, ils libèrent les poissons de l'aquarium et ils retournent à Bikini Bottom. En descendant du bus, Bob demande à Rube la chanson d'anniversaire qu'il a demandée tout au long de l'aventure. Avant de pouvoir chanter, Rube se penche en avant et appuie accidentellement sur la pédale. Le bus s'éloigne. Patrick ouvre la porte de Bob pour constater que sa maison est sens dessus dessous, mais il est inconscient de cela. Bob l'éponge arrive enfin à sa fête surprise en trouvant tout le monde profondément endormi. C'est alors qu'une boîte géante tombe du ciel. Bob l'éponge l'ouvre et trouve la tête décapitée de Patchy. Ce dernier, ainsi que les autres acteurs de l'épisode spécial, interprètent une version spéciale du générique de la série, avec un montage des célébrités souhaitant un joyeux anniversaire à Bob, notamment David Hasselhoff, Kel Mitchell, Jojo Siwa, Thomas F. Wilson, Sigourney Weaver, Heidi Klum, Kal Penn, Lana Condor (remplacée par John Goodman dans les diffusions alternées), Jason Sudeikis, RuPaul, Vernon Davis, Rob Gronkowski, le casting de la comédie musicale Bob l'éponge et Gilbert Gottfried. À la fin de la chanson, Patrick demande à son meilleur ami quel âge il a, mais l'éponge carrée est interrompue par du bruit blanc. Bob joue ensuite de la flûte avec son nez, comme à la fin du générique de la série. L'épisode se termine par un message de remerciement à Stephen Hillenburg.

## Fiche technique
Sauf indication contraire, les informations mentionnées dans cette section peuvent être confirmées par la base de données cinématographiques IMDb,  présente dans la section « Liens externes ».
- Titre français : Bob l'éponge : le grand anniversaire
- Titre original : SpongeBob's Big Birthday Blowout
- Réalisation :
  - Réalisateur(s) de l'animation : Michelle Bryan, Alan Smart et Tom Yasumi
  - Réalisateur(s) de prise réelle : Jonas Morgenstein
  - Storyboard : Brian Morante et Fred Osmond
  - Supervision de la réalisation : Dave Cunningham, Adam Paloian et Sherm Cohen
- Scénario : Kaz et Mr. Lawrence
- Production :
  - Producteur(s) exécutif(s) : Stephen Hillenburg et Vincent Waller
  - Coproducteur(s) exécutif(s) : Marc Ceccarelli
  - Producteur(s) pour les prises réelles : Jonas Morgenstein et Hema Mulchandani
- Société(s) de production : United Plankton Pictures, Nickelodeon Productions
- Société(s) de distribution : Viacom Media Networks
- Pays d'origine :  États-Unis
- Langue originale : Anglais
- Durée : 44 minutes
- Genre : Comédie, animation/prise de vue réelle
- Diffusion :
  -  États-Unis : 12 juillet 2019 sur Nickelodeon / Rediffusée sur Nicktoons
  -  France : 13 juillet 2019 sur Nickelodeon France
  -  Belgique : 13 juillet 2019 sur Nickelodeon Wallonie
- Public : Tous publics

## Accueil

### Audiences
Bob l'éponge : le grand anniversaire a été diffusée le 12 juillet 2019 aux États-Unis sur Nickelodeon et a été le deuxième programme le plus regardé à la télévision chez les 18-49 ce même jour rassemblant 1,83 million de téléspectateurs juste derrière LIVE PD : 219 Live PD.

### Critiques et réceptions
Big Birthday Blowout a reçu des critiques généralement positives lors de ses sorties. Cet épisode affiche actuellement une note de 9 sur 10 sur Internet Movie Database (IMDB), ce qui fait un score le plus élevé depuis les deux épisodes La coqui-magique et L'hippocampe, qui a été diffusée exactement 17 ans avant cet épisode, le 12 juillet 2002.
Common Sense Media a attribué à cet épisode une note de 3 sur 5.